# عبد الله باشراحيل
عبد الله محمد صالح باشراحيل (1951- )، رجل أعمال ومستشار قانوني وكاتب وشاعر سعودي، يُعد من أبرز شعراء المملكة في العصر الحديث، وهو رئيس منتدى الشيخ محمد صالح باشراحيل الثقافي، الذي أسسه والده في مكة ليكون -بعد سنوات من الإيمان بأهمية المعرفة والثقافة- أحد أشهر المنتديات السعودية الثقافية، ويدير عبد الله باشراحيل إلى جانب ذلك عدد من المؤسسات والشركات في المملكة العربية السعودية وفي بعض دول العالم، وهو مؤسس جائزة باشراحيل للإبداع الثقافي، وكاتب غزير الإنتاج الشعري والثقافي، إذ ألّف نحو 19 ديوانًا شعريًا، و8 مؤلفات أخرى.

## حياته
ولد في مكة عام 1951، وفيها تلقى مراحل تعليمه الأولى، ثم انتقل إلى القاهرة ليحوز على كل من البكالوريوس في كلية الحقوق، والماجستير في الدراسات الدولية، ومن القاهرة إلى الفلبين حيث حصل على الدكتوراه من جامعة الشرق في الفلسفة التعليمية، وساهم مع والده وإخوته في العديد من المشاريع الوطنية والتجارية.

## مؤلفاته

### الدواوين الشعرية
- معذبتي
- الهوى قدري
- النبع الظامئ
- الخوف
- قناديل الريح
- سيوف الصحراء
- أقمار مكة
- أبجدية قلب
- قلائد الشمس
- بماذا تتنبأ ياصديقي؟
- المرايا
- أنفاس الورق
- الجراح تتجه شرقًا
- وحشة الروح
- البرق الحجازي
- عمر بلا زمن
- صباح
- بيت القصيد
- المصابيح
- مدن الغفلة
- عصر الشعوب
- شموس مظلمة
- لمع وومض.
- شذرات.
- قرابين الوداع.

### النثر
- صدى الصمت (الصدى الأول، الصدى الثاني)
- توقيعات (ترجم إلى عدة لغات)
- أحاديث الأحداث
- خريف الفكر
- الشعر الشعبي.
- ديوان كهوف الوهم.
- ديوان بوح النسائم.[2]
- صدى العصر (سياحة فكرية).

## أعماله وعضوياته
- رئيس مجلس إدارة مجموعة باشراحيل الإنمائية
- رئيس مجلس إدارة مستشفى الشيخ محمد باشراحيل
- المشرف العام على فروسية مكة المكرمة
- عضو مجلس إدارة مشروع الزواج الخيري بمكة المكرمة
- عضو مجلس إدارة نادي مكة الأدبي
- عضو اتحاد الأدباء المصريين اليونانيين
- عضو رابطة الأدب الحديث بالقاهرة
- عضو بالجمعية السعودية للأطفال المعاقين
- عضو جمعية رعاية الأيتام بمكة المكرمة
- عضو مؤسسة الملك عبد العزيز ورجاله لرعاية الموهوبين
- عضو المجلس التأسيسي بشركة جدة القابضة
- عضو جمعية البر بمكة
- عضو شرف الهيئة العليا للحياة الفطرية
- عضو مؤسس بالجمعية العمومية للتعليم الإسلامي برابطة العالم الإسلامي
- عضو شرف نادي الوحدة الرياضي بمكة المكرمة
- أسس جائزة الشيخ محمد صالح باشراحيل للإبداع الثقافي.[2]

## الدراسات والآراء
كتب عنه:
1. هارون هاشم رشيد
2. حسين عرب
3. الدكتور عباس عجلان
4. الدكتور محمد مصطفى هداره
5. الدكتور محمد بن مريسي الحارثي
6. الدكتور عبد السلام المسدّي
7. الدكتور صلاح فضل
8. الأستاذ شوقي بزيع
9. الأستاذ علي حرب
10. الدكتور عبد العزيز الفيصل
11. الأستاذ محمد الحمدان
12. الأستاذ عبد الله شباط
13. الأستاذ ادونيس
14. الأستاذ جورج جورداق
15. الأستاذ ناصر الدين الأسد
16. مصطفى طلاس
17. الأستاذ على حسن العبادي
18. الدكتورة لويزا بولبرس
19. عبد الله الملحوق
20. الدكتور ادريس بلمليح
21. الدكتور عبد الله بنصّر العلوي
22. الأستاذ عهد فاضل
23. الدكتور محمد نجيب التلاوي
24. الدكتور شعبان عبد الحكيم محمد
25. الدكتور محمد سليم عبد السلام
26. الدكتورة إيمان بقاعي
27. الدكتورة غريد الشيخ
28. الدكتور رأفت السنوسي
29. الدكتور رمزي عبد الدائم
30. الدكتور يوسف نوفل
31. عبد القدوس الأنصاري
32. الدكتور محمد أمين العالم
33. الدكتور زين الخويسكي
34. الدكتور أحمد كشك
35. الدكتور عبد الوالي الشميري
36. الشاعر إسماعيل عقاب
37. الشاعر عبد المنعم الأنصاري
38. الأستاذ عبد الرحمن بعكر الحضرمي
39. الأستاذ أحمد الشامي
40. الدكتور محمد عبد المنعم خفاجي
41. الدكتور عبد العزيز شرف.

## المشاركات الشعرية
- شارك في مهرجانات الجنادرية، وشارك بإحياء أمسيات شعرية ضمن 84 شاعر عالمي في مهرجان الشعر العالمي  بميديلين بكولومبيا، وشارك أيضا بأمسيات مهرجان المتنبي بسويسرا في عدة مدن.
- شارك في مهرجان جرش، وشارك في عدة أمسيات في جمهورية مصر العربية في جامعة عين شمس، جامعة المنيا، المركز الثقافي بالاسكندرية، ومنتدى الدكتور عبد الولي الشميري.
- شارك بأمسيات نادي أبها الأدبي، ونادي مكة الأدبي، ونادي الباحة الأدبي، ونادي الطائف الأدبي، وشارك بأمسية في جامعة أم القرى.
- شارك بأمسية شعرية في جمعية الثقافة والفنون بجدة.
- شارك بأمسية شعرية بمنتدى الشارقة بالإمارات.[2][4]

## الأوسمة والجوائز والدروع التقديرية والمشاركات العالمية والوطنية
- وسام الأرز برتبة فارس من دولة لبنان.
- الوسام الذهبي للعلم والآداب والفنون من الرئيس السوداني عمر البشير.
- الدرع التقديري من أكاديمية الفنون والأدباء المصريين واليونانيين بأثينا باليونان.
- درع التقدير من جامعة ام القرى.
- درع التقدير من جامعة المنيا.
- شهادة الزمالة الفخرية من رابطة الأدب الحديث.
- كأس المرتبة الأولى للشعر من الإسكندرية.
- درع التقدير من جامعة عين شمس بمصر.
- شهادة تقدير من جامعة اسلو بالنرويج.
- درع التقدير من الرئيس بشار الاسد في حفل تكريم الرواد بسوريا.
- شهادة تقدير من الرئيس الكولمبي ألفارو أوريبي.
- خطاب تقدير من أمير قطر.
- خطاب تقدير من الملك عبد الله الثاني ملك الأردن.
- خطاب تقدير من الرئيس الفرنسي جاك شيراك.
- خطاب تقدير من الأمير شارلز أمير ويلز ببريطانيا.
- خطاب تقدير من الملك محمد السادس ملك المغرب.
- خطاب تقدير من السيد كوفي عنان الأمين العام لهيئة الأمم المتحدة.
- خطاب تقدير من السيد عمرو موسى الأمين العام لجامعة الدول العربية.
- خطابات تقديرية من الملوك خالد وفهد وعبد الله آل سعود وبعض الأمراء السعوديين.
- خطاب تقدير من غازي القصيبي.
- خطاب تقدير من الرئيس الموريتاني محمد الفال.
- خطاب إشادة من علي حافظ.
- خطاب إشادة من أحمد جمال.
- خطاب إشادة من حمد القرعاوي.
- خطاب إشادة من حمد الجاسر.[4][2][7]

## وصلات خارجية
- الدكتور عبد الله باشراحيل: أنا أغنى أغنياء العالم و «بيل غيتس» لا يضاهينا